# Ingomar Bog
Ingomar Bog (* 16. November 1920 in Freudenthal, CSR, ehemaliges Österreichisch-Schlesien; † 25. Mai 1987 in Marburg) war ein deutscher Historiker mit einem Schwerpunkt in der Sozial- und Wirtschaftsgeschichte.

## Leben
Bog erfuhr seine Schulbildung in Mies/Böhmen, am Klostergymnasium Magdeburg und am Melanchthon-Gymnasium am Egidienberg in Nürnberg. Seine Reifeprüfung bestand er 1940. Von 1940 bis 1945 war er im Einsatz in der Kriegsmarine. 1945/1946 war er als Heizungsmonteur tätig, bevor er von 1946 bis 1950 ein Studium der Germanistik, dann der Geschichte und Volkswirtschaft, Jurisprudenz und Theologie an der Universität Erlangen absolvierte. Seine Promotion zum Dr. phil. erfolgte 1950 an dieser Universität. 1950–1952 war er Volontär-Assistent am Institut für fränkische Landesforschung an der Universität Erlangen und 1954–1960 Mitarbeiter an einem Forschungsprogramm der Deutschen Forschungsgemeinschaft unter Leitung von Friedrich Lütge. Seine Habilitation in Erlangen erfolgte 1958. Dem folgte eine Vertretung des Lehrstuhls für Wirtschaftsgeschichte an der Universität Marburg und die Ernennung zum ordentlichen Professor für Sozial- und Wirtschaftsgeschichte an der Universität Marburg 1962.

## Schriften (Auswahl)
- Die bäuerliche Wirtschaft im Zeitalter des Dreißigjährigen Krieges. Die Bewegungsvorgänge in der Kriegswirtschaft, dargestellt an den Quellen des Klosterverwalteramtes Heilsbronn. Veste, Coburg 1952 (zugleich: Philosophische Dissertation, Universität Erlangen, 1950).
- Forchheim, Lassleben, Kallmünz 1955 (= Historischer Atlas von Bayern, Teil Franken, Reihe 1, Heft 5).
- Dorfgemeinde, Freiheit und Unfreiheit in Franken. G. Fischer, Stuttgart 1956.
- Der Reichsmerkantilismus. Studien zur Wirtschaftspolitik des Heiligen Römischen Reiches im 17. und 18. Jahrhundert. G. Fischer, Stuttgart 1959 (zugleich: Habilitationsschrift, Universität Erlangen, 1959).
- als Hrsg.: Der Außenhandel Ostmitteleuropas 1450 bis 1650. Die ostmitteleuropäischen Volkswirtschaften in ihren Beziehungen zu Mitteleuropa. Böhlau, Köln/Wien 1971, ISBN 3-412-41071-3.
- Oberdeutschland. Schulz-Kirchner, Idstein 1985, ISBN 3-925196-07-2.
- Wirtschaften in geschichtlichen Ordnungen. Schulz-Kirchner, Idstein 1986, ISBN 3-925196-09-9.
- Grenzgänge. Beiträge zur historischen Sozialwissenschaft. Schulz-Kirchner, Idstein 1988, ISBN 3-925196-47-1.